# Aspidoglossa aerata
Aspidoglossa aerata är en skalbaggsart som beskrevs av Jules Putzeys. Aspidoglossa aerata ingår i släktet Aspidoglossa och familjen jordlöpare. Inga underarter finns listade i Catalogue of Life.